# Carl Alexander Heideloff

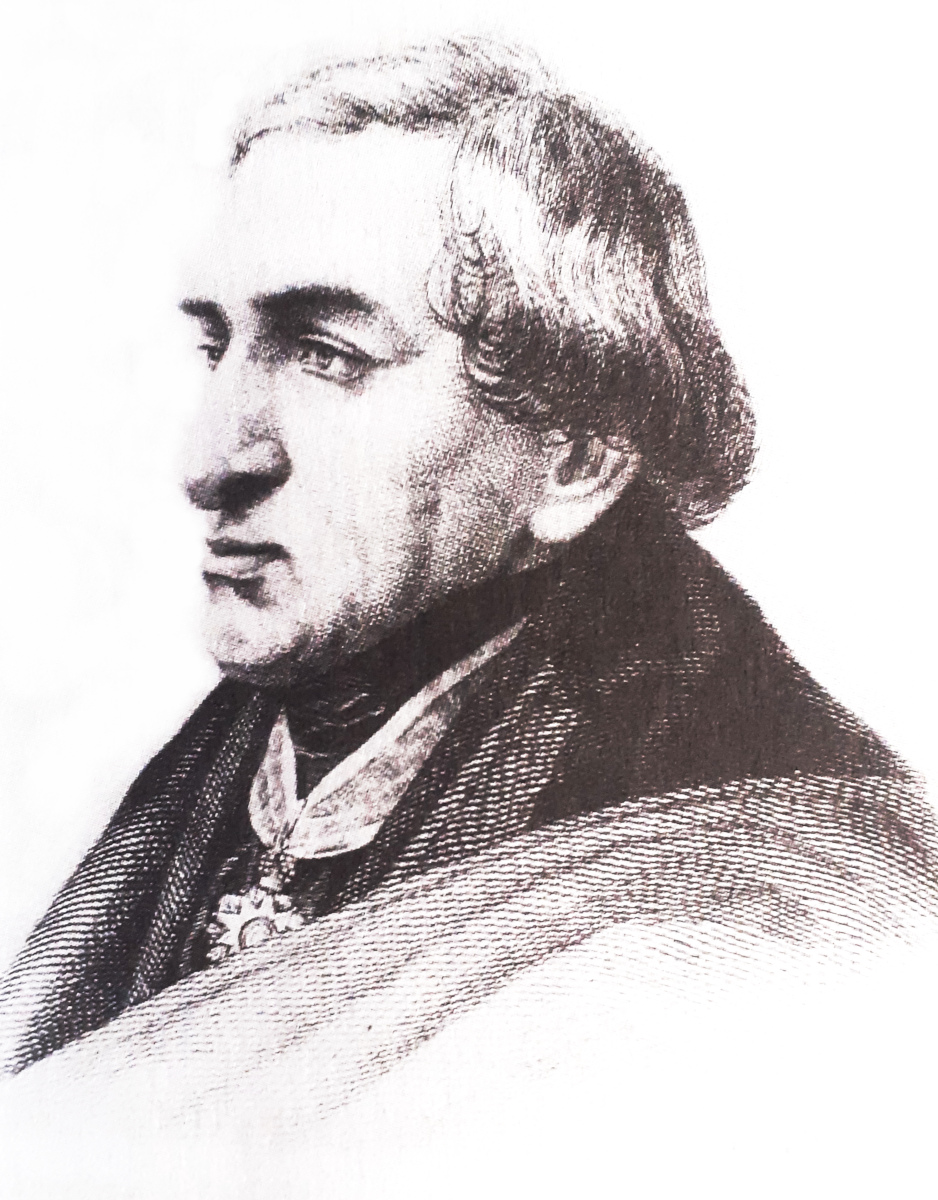
Porträt von Carl Alexander Heideloff

Carl Alexander Heideloff (* 2. Februar 1789 in Stuttgart; † 28. September 1865 in Haßfurt; abweichende Schreibweise: Karl Alexander von Heideloff) war ein deutscher Architekt und Denkmalpfleger, nach seinen Entwürfen entstand u. a. das Schloss Lichtenstein.

## Leben
1789 wurde Heideloff in einer Stuttgarter Künstlerfamilie geboren. Er wurde von seinem Vater Victor Heideloff in der Theater- und Dekorationsmalerei ausgebildet und arbeitete unter dem Stuttgarter Hofmaler Johann Baptist Seele und im Bereich der Festarchitektur auch unter dem Hofarchitekten Nikolaus von Thouret.
Ab 1816 stattete Heideloff gemeinsam mit seinem Onkel Alois Keim (1768–1835) und seinem Bruder Manfred Heideloff (1793–1850) die Repräsentationsräume der Ehrenburg in Coburg im Empire-Stil aus. 1821 ließen sich die schwäbischen Künstler in Nürnberg nieder. 1830 heiratete Heideloff die Nürnberger Kaufmannstochter Doris Bartels (1795–1851). 1831 wurde die Tochter Aline geboren, 1834 der Sohn Friedrich. Später wurde sein Schwager David von Bartels Vormund beider Kinder.

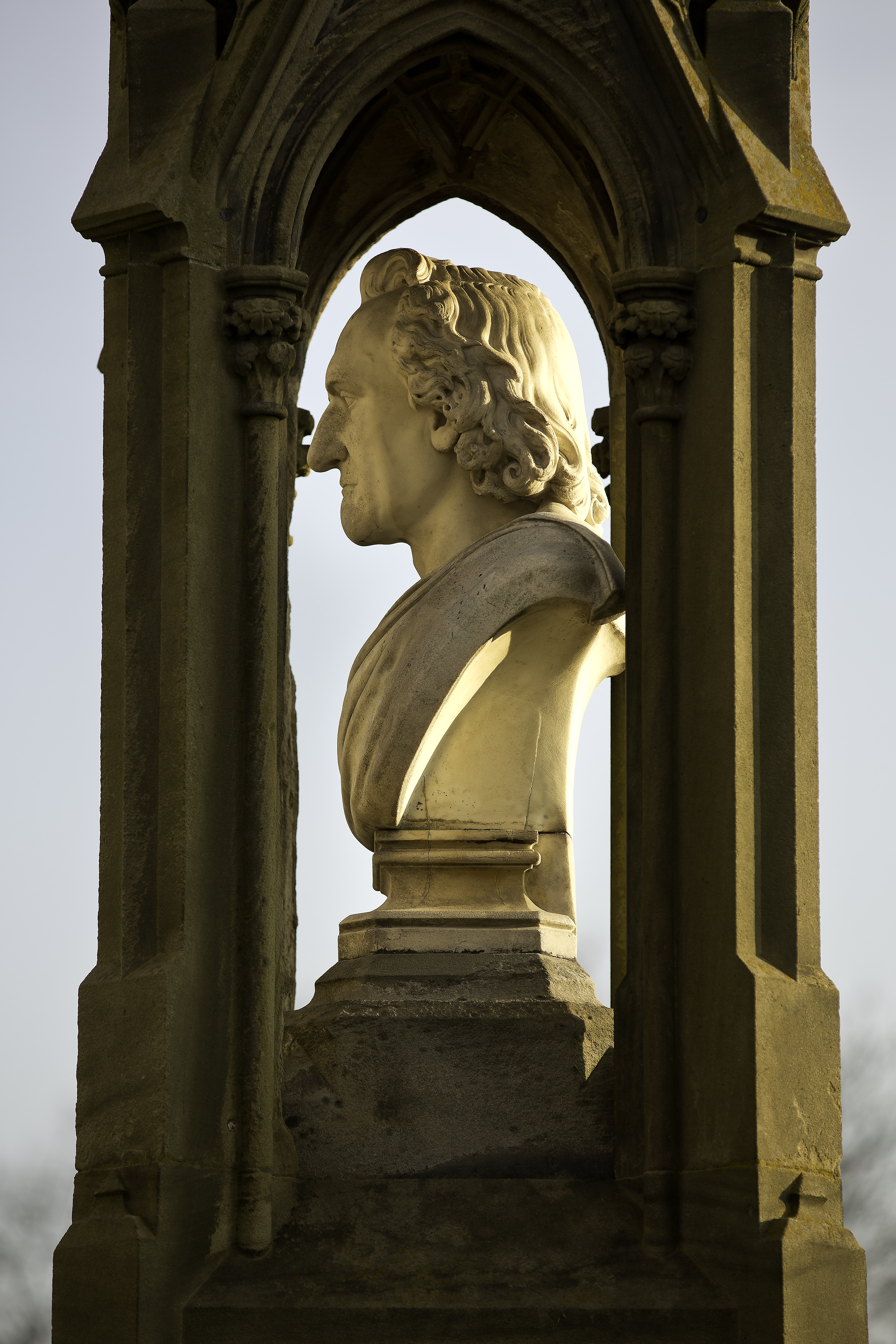
Heideloff Denkmal im Alten Friedhof in Haßfurt

In Nürnberg betätigte sich Heideloff als Architekt, Restaurator und Gartengestalter. Auch war er an der Gründung der Polytechnischen Schule beteiligt, die auf eine von ihm privat unterhaltene Fortbildungsanstalt für die von ihm beschäftigten Handwerker zurückging und an der er bis 1854 unterrichtete.
Daneben übte er eine rege schriftstellerische Tätigkeit über das Kunsthandwerk und die Architektur des Mittelalters aus.
Der Künstler brachte sich engagiert mit seinen Restaurierungen in Nürnberg ein, dessen romantisches Erscheinungsbild er nachhaltig prägte. Hierfür erhielt er von König Ludwig I. von Bayern 1837 den Titel eines Königlichen Conservators; ab 1857 durfte er sich Conservator der Denkmäler in Franken nennen.
Besonders in seinen späten Jahren entwickelte Heideloff einen nahezu missionarischen Eifer, zur „ächten Baukunst unserer Väter zurückzukehren“. Mittelalterliche Architektur und seine eigenen Neubauten belegte er mit einem christlich-nationalen Denkmalbegriff, den er auch auf landschaftsplanerische Gestaltungen ausweitete. Stark schwerhörig, zog sich der Künstler nach seiner Pensionierung 1854 nach Haßfurt am Main zurück. Dort widmete er sich mit Hingabe der Restaurierung der Ritterkapelle, deren gigantische Ausbaupläne jedoch im Sande verliefen. Anerkannt und geschätzt als „Altmeister“ der Gotik verstarb Heideloff im September 1865 in Haßfurt und wurde auf dem Friedhof der Ritterkapelle beigesetzt.
Heideloff war zu seiner Zeit ein sehr bekannter Künstler und gesuchter Architekt. Zu seinen Auftraggebern zählten Ernst I. von Sachsen-Coburg-Gotha, Bernhard II. von Sachsen-Meiningen, Wilhelm von Urach und Fürst Hermann von Pückler-Muskau. Letzterer beauftragte Heideloff nach dem Tode Karl Friedrich Schinkels, die Staffagebauten in seinem Park Muskau auszuführen. Dieses Projekt zerschlug sich jedoch.

## Werk und kunstgeschichtliche Einordnung

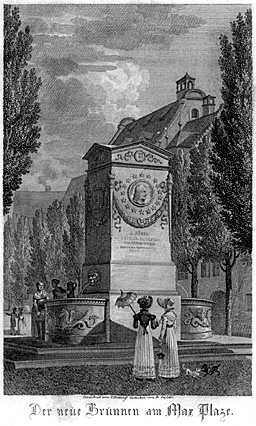
Dürer-Pirckheimer-Brunnen, Nürnberg 1821

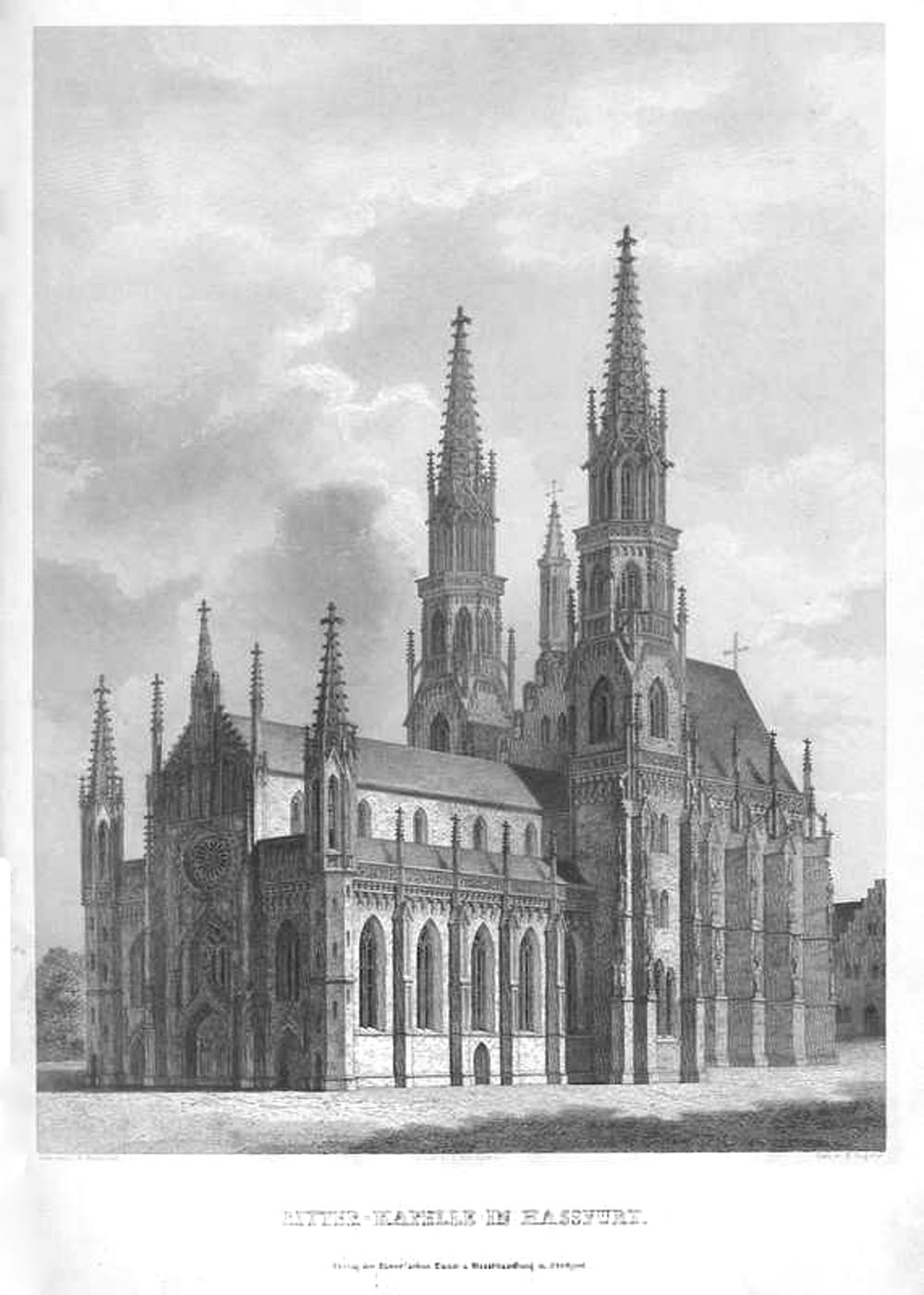
Ritterkapelle Haßfurt, 1856 ff.: Idealansicht

Heideloff war Architekt, Denkmalpfleger, Zeichner und Kunsthistoriker. Sein umfangreiches Werk im „altdeutschen Stil“ war wegbereitend für den Historismus und spiegelt facettenreich die romantische Mittelalterrezeption wider.
Heideloffs Wirken in Nürnberg ist grundlegend für die romantische Nürnberg-Rezeption im 19. und 20. Jahrhundert. Mit eigenen Gestaltungsansätzen bemühte sich der Künstler, den Typus der ehemaligen Reichsstadt zu wahren. Der neue Altaraufsatz zu St. Sebald, der Dürerbrunnen, das restaurierte Portal der Frauenkirche, der gänzliche Umbau und die Ausstattung der St.-Jakobs-Kirche sind Zeugnisse seines Strebens, den gotischen Stil wieder zu beleben. Gerade die Nürnberger Bürgerhäuser, die nach seinen Plänen gestaltet wurden, zeigen sein Bemühen, die Lebenswelt und die Bedürfnisse des 19. Jahrhunderts mit dem mittelalterlichen Baustil in Einklang zu bringen. Ihm ist es darum gegangen, „den Menschen in einer von politischen Erschütterungen geprägten Zeit ein klares, von Nationalgefühl und Religion geprägtes Geschichtsbild zu vermitteln und ihnen damit Halt und Haltung zu geben“.
Mit Schloss Lichtenstein bei Reutlingen (1839–1842) errichtete Heideloff ein Wahrzeichen der schwäbischen Romantik. Nach seinen Plänen entstanden ab den 1840er Jahren neugotische Sakralbauten in Schönaich, Mergelstetten, Sonneberg, Ingolstadt, Leipzig, Oschatz, Schlieffenberg und im oberösterreichischen Wels.
Heideloff entwarf zwar bevorzugt, jedoch nicht ausschließlich im altdeutschen Stil. So errichtete er in der Nürnberger Gartenanlage Rosenau für den Industriellen Johann D. Wiß die Alhambra, einen Prachtbau im indischen Stil und eines der wenigen Beispiele des Exotismus in Deutschland; für den württembergischen König entwarf er 1840 für die Gartenanlage Rosenstein bei Cannstatt ein moreskes Lusthaus. An seiner Stelle wurde jedoch die so genannte Wilhelma von Karl Ludwig von Zanth gebaut.
Im klassizistischen Stil ist einer seiner gelungensten Denkmalentwürfe gehalten. Sein Entwurf für die Stuttgarter Jubiläumssäule wurde 1841 aber als zu teuer abgelehnt; Jahre später wurde er jedoch in reduzierter Form von Johann Heinrich Strack und Friedrich August Stüler für die Berliner Siegessäule verwendet.

## Denkmalpflegerische Initiativen
Zusammen mit dem Zeichner und Radierer Georg Christoph Wilder (1797–1855) zählt Heideloff zu den Wegbereitern der historischen Denkmalpflege in Franken. Mit Karl Friedrich Schinkel teilte er sich den Ruf, den Gedanken der Denkmalpflege in Deutschland entscheidend gefördert zu haben.
Unter seinen denkmalpflegerischen Initiativen ragen vor allem die Untersuchungen zur Restaurierung des Bamberger Doms (1830–1834), die Maßnahmen am Rottweiler Heilig-Kreuz-Münster (1839–1845) und an der Rothenburger St. Jakobs-Kirche (1857) hervor. Von Bedeutung sind ferner die Restaurierungen an der Veste Coburg (1837–1844) und an der Ritterkapelle in Haßfurt (1858–1860).

## Dekorationsmalerei und graphische Werke
Außer seinen zahlreichen Bauten und Umbauten schuf Heideloff mehrere Historiengemälde in Öl, darunter zehn großformatige Darstellungen aus der bayerischen und brandenburgischen Geschichte für die Orangerie in Ansbach (1945 untergegangen).
Die Pausen befinden sich in der Staatsgalerie Stuttgart.

Aquatintaradierung: „Aus dem Unteramt Ebingen“

In aquarellierten Federzeichnungen schuf er verschiedene Darstellungen schwäbischer Trachten. Diese erschienen 1824 im Verlag Ebner Stuttgart als Aquatintaradierungen unter dem Titel Volkstrachten des Königreichs Württemberg.
Auch war er als Vorlagengeber/Zeichner von Zinnfiguren tätig.

## Werk

### Bauten
- Brunnen vor der Spitalkirche in Hersbruck, 1821
- Türflügel des Brautportals der Lorenzkirche in Nürnberg, 1821
- Dürer-Pirckheimer-Brunnen in Nürnberg, 1821
- Brunnen auf dem Jakobsplatz in Nürnberg, 1823
- Klett'sches Haus am Theresienplatz in Nürnberg, 1823 (1944 zerstört)
- Pferdebrunnen in Schwabach, 1823
- Albrecht-Dürer-Relief am Albrecht-Dürer-Haus in Nürnberg, 1826
- Philipp-Melanchthon-Denkmal in Nürnberg, 1826
- Schloss Reinhardsbrunn im Herzogtum Sachsen-Coburg, 1826 bis 1827
- Schlösschen Rosenburg bei Bonn, 1831
- Schloss Reichenschwand bei Reichenschwand, Umbau 1832
- Thumenberg bei Nürnberg, Umbau 1836 (1896 abgerissen)
- Schloss Landsberg in Meiningen, 1836 bis 1840 (gemeinsam mit August Wilhelm Döbner)
- Alhambra im Rosenaupark in Nürnberg, 1839 bis 1940 (1888 abgerissen)
- Schloss Lichtenstein, 1840 bis 1842
- St. Peter und Paul in Leerstetten, Umbau 1835 bis 1843
- Kanzel der Lorenzkirche in Nürnberg, 1839
- Evangelische Dorfkirche Mergelstetten, 1841 bis 1843
- Stadtkirche St. Peter in Sonneberg, 1843 bis 1845
- St. Matthäus in Ingolstadt, 1845 bis 1846[3]
- Alte Trinitatiskirche in Leipzig, 1845 bis 1847 (1943 zerstört)
- Stadtkirche St. Georg in Neustadt bei Coburg, 1846 bis 1848
- St. Aegidien in Oschatz, 1846 bis 1849
- Evangelische Christuskirche in Wels, 1849 bis 1852
- Kirche Schlieffenberg, 1854 bis 1859
- Mariensäule in Wiesentheid, 1859
- Ritterkapelle Haßfurt in Haßfurt, Umbau 1856 bis 1965
- Mitwirkung am/Vorentwürfe zum Erweiterungsbau des Rathauses („Essenwein-Bau“) in Nürnberg

### Schriften
Unter Heideloffs zahlreichen Schriften sind hervorzuheben:
- Die Lehre von den Säulenordnungen. Nürnberg, 1827.
- Der kleine Vignola. Nürnberg, 1832.
- Nürnbergs Baudenkmäler der Vorzeit. Nürnberg, 1838–1843, 2. Ausg. 1855.
- Die Ornamentik des Mittelalters. Nürnberg, 1838–1852, 24 Hefte.
- Die Bauhütte des Mittelalters. Eine kurzgefasste geschichtliche Darstellung mit Urkunden und anderen Beilagen. Nürnberg, 1844, urn:nbn:de:gbv:9-g-5370943.
- Der kleine Altdeutsche (Gothe) oder Grundzüge des altdeutschen Baustyles. Zum Handgebrauch für Architekten und Steinmetzen, besonders für technische Lehranstalten. Nürnberg 1849–1852, 1. Curs: Online in der Google-Buchsuche, 2. Curs Online in der Google-Buchsuche, 3/1. Curs: Online in der Google-Buchsuche, Curs: 3/2: Online in der Google-Buchsuche
- Die Kunst des Mittelalters in Schwaben. Denkmäler der Baukunst, Bildnerei und Malerei. Stuttgart, 1855 Online in der Google-Buchsuche.
- Das goldene Ehrenbuch der Gewerke und Zünfte Verlag von Riegel und Wießner, Nürnberg, 1834 Online in der Google-Buchsuche

Besonders Die Bauhütte des Mittelalters und Der kleine Altdeutsche zeugen von Heideloffs Bemühungen, in die Gesetzmäßigkeiten der mittelalterlichen Architektur einzudringen. Diese sah er in einem regelmäßigen Achteck gegeben, das den mittelalterlichen Steinmetzen als Proportionsfigur gedient hätte. Die geometrische Figur, als Achtort bezeichnet, deutete er mystizistisch aus und brachte sie mit dem großen Mystiker Albertus Magnus in Verbindung.

## Nachlass
Der schriftliche Nachlass liegt im Archiv für Bildende Kunst im Germanischen Nationalmuseum. Der künstlerische Nachlass – zahlreiche Skizzen, Pausen und eine großformatige Klebemappe – befindet sich in der Graphischen Sammlung der Staatsgalerie Stuttgart.
(Die Zeichnungen und Aquarelle des 19. Jahrhunderts in der Graphischen Sammlung der Staatsgalerie Stuttgart, Bestandskatalog, bearb. v. ULRIKE GAUS, Stuttgart 1976, S. 83–85.)